# Paul Kirnig
Paul Kirnig (* 16. März 1891 in Bielitz, Schlesien, heute Bielsko-Biała; † 24. August 1955 in Wien) war ein österreichischer Maler und Grafiker des 20. Jahrhunderts, der sich besonders der Darstellung industrieller Motive widmete. Er wurde mit dem Preis der Stadt Wien für Bildende Kunst für 1955 (Sparte: Angewandte Kunst) ausgezeichnet.

## Leben
Kirnig absolvierte die Wiener Kunstgewerbeschule. Zu seinen wichtigsten Lehrern zählten  Franz Cizek und Bertold Löffler. Kirnig war auch selbst 1935 bis 1953 an diesem Institut tätig. Am 1. Mai 1940 beantragte er die Aufnahme in die NSDAP und wurde zum 1. Juli desselben Jahres aufgenommen (Mitgliedsnummer 8.450.498). Kirnig widmete sich vorrangig der gegenständlichen Darstellung technischer und industrieller Motive in dramatisierender bis heroisierender Sicht.